# Обафемі Аволово (стадіон)
Стадіон Обафемі Аволово (англ. Obafemi Awolowo Stadium) — футбольний стадіон в Ібадані, Нігерія, місткістю 25 000 місць. До 2010 року носив назву «Ліберті Стедіум» (англ. Liberty Stadium).

## Історія
Стадіон був відкритий в 1960 році під час перебування на посаді начальника Обафемі Аволово, який в той час обіймав посаду прем'єр-міністра Західного регіону. Стадіон отримав назву «Ліберті Стедіум» (Стадіон Свободи) на честь незалежності Нігерії і став центральним місцем занять спортом у старому західному регіоні Нігерії. Він був розташований на південному краю Ібадана біля вершини пагорба і неподалік від об'їзної частини, яка веде до доріг Ібадан-Абеокута та Ібадан-Лагос.
Окрім футбольного поля, спорткомплекс включає в себе також криті спортивні зали, басейн, корти для тенісу, волейболу, гандболу, баскетболу, хокею тощо
10 серпня 1963 року на стадіоні відбувся перший в Африці боксерський бій за титул чемпіона світу у середній ваговій категорії між нігерійцем Діком Тайгером та Джином Фуллмером із США. На кону також стояв титул чемпіона світу за версією Всесвітньої боксерської ради. Дік Тайгер переміг технічним нокаутом за сім раундів. Незабаром після цієї поразки Фуллмер вирішив завершити спортивну кар'єру.
У 1980 році на стадіоні було проведено усі матчі група В під час Кубка африканських націй, а також півфінал між Алжиром та Єгиптом.
У 1999 році стадіон був обраний разом з сімома іншими аренами Нігерії для проведення молодіжного чемпіонату світу з футболу 1999 року. На стадіоні проходили всі матчі групи C, а також по одній грі 1/8 фіналу та чвертьфіналу.
12 листопада 2010 року стадіон було перейменовано на честь Обафемі Аволово, колишнього прем'єр-міністра країни. Про перейменування стадіону оголосив тодішній президент Нігерії, доктор Гудлак Джонатан, коли він відвідав вдову Обафемі місіс Ханну Аволово.

## МатчіКАН-1980
| № | Дата            | Суперники        | Результат | Раунд    | Глядачів |
| - | --------------- | ---------------- | --------- | -------- | -------- |
| 1 | 9 березня 1980  | Гана — Алжир     | 0 — 0     | Група В  | 5.000    |
| 2 | 9 березня 1980  | Гвінея — Марокко | 1 — 1     | Група В  | 40.000   |
| 3 | 13 березня 1980 | Алжир — Марокко  | 1 — 0     | Група В  | 20.000   |
| 4 | 13 березня 1980 | Гана — Гвінея    | 1 — 0     | Група В  | 20.000   |
| 5 | 16 березня 1980 | Алжир — Гвінея   | 3 — 2     | Група В  | 20.000   |
| 6 | 16 березня 1980 | Марокко — Гвінея | 1 — 0     | Група В  | 20.000   |
| 7 | 19 березня 1980 | Алжир — Єгипет   | 2 — 2     | Півфінал | 10.000   |